# Научна револуција
Научна револуција била је серија догађаја који су обележили појаву модерне науке у раног модерном раздобљу, кад је напредак у областима математике, физике, астрономије, биологије (укључујући људску анатомију) и хемије трансформисао ставове друштва према природи. Научна револуција започела је у Европи при крају ренесансе и наставила се до завршетка 18. века, утичући на интелектуални друштвени покрет познат као просветитељство. Док су датуми предмет расправа, студија коју је Никола Коперник објавио 1543. године под насловом De revolutionibus orbium coelestium (О револуцијама небеских сфера) често се наводи као почетак научне револуције.
Концепт научне револуције која се одвијала током дужег периода појавио се у осамнаестом веку у раду Жана Силвена Баја, који ју је сагледавао као двостепени процес уклањања старог и успостављања новог. Почетак научне револуције, научне ренесансе, био је фокусиран на опоравку знања античког доба. Сматра се да се тај стадијум генерално завршио 1632. године са објављивањем Галилејовог рада Дијалог у вези са два главна светска система. Завршетак научне револуције се приписује „великој синтези” у виду рада Исака Њутна из 1687. са насловом Математички принципи природне филозофије. Тај рад је формулисао законе кретања и универзалне гравитације, чиме је комплетирана синтеза нове космологије. До краја 18. века, просветитељство које је следило научној револуцији је замењено „добом рефлексије”.

## Увод
Велики напреци у науци се називају „револуцијама” још од 18. века. Године 1747, Клеро је писао да је „Њутн рекао да је током свог живота креирао револуцију”. Ова реч је исто тако кориштена у предговору Лавоазјеовог рада из 1789. у коме је најављено откриће кисеоника. „Мали број револуција у науци је одмах побудио толико опште пажње као увођење теорије кисеоника ... Лавоазје је видео прихватање његове теорије међу најеминентнијим људима његовог времена, и њено укорењивање у великом делу Европе у року од неколико година од првог објављивања.”
У 19. веку, Вилијам Вивел описао је је револуцију у самој науци — научном методу — која се одвила током 15–16 века. „Међу најуочљивијим револуцијама кроз које су прошла мишљења о овој теми, убраја се прелазак из имплицитног поверења у имплицитну моћ човековог ума на професионалну зависност од спољног посматрања; и од неограниченог поштовања према мудрости прошлости, до страсног очекивања промена и побољшања.” То је довело до заједничког погледа на научну револуцију данас:
Појавио се нови поглед на природу, који је заменио грчки став који је доминирао науком готово 2000 година. Наука је постала аутономна дисциплина, различита од филозофије и технологије, која је попримила своје утилитарне циљеве.